# Akanda
Akanda ist eine gabunische Stadt im Departement Komo-Mondah innerhalb der Provinz Estuaire im Osten des Landes. Mit Stand von 2013 wurde die Einwohnerzahl auf 34.548 bemessen.

## Sport
In der Stadt gab es mit dem Akanda FC seit 2014 auch einen Fußballverein, welcher in der nationalen Meisterschaft spielt.  